# Crazy – total verrückt
Pour plus de détails, voir Fiche technique et Distribution.
Crazy – total verrückt (en français, Fou - totalement cinglé) est un film allemand réalisé par Franz Josef Gottlieb sorti en 1973.

## Synopsis
Le playboy Robert Wagner a un problème : au cours des vingt dernières années, il a financé sa vie de luxe avec l'argent de l'Oncle Bill qui vit à l'étranger. Il lui a fait croire qu'il a réussi des études de médecines, ouvert sa clinique et est marié. Robert vit avec Alex Ross, un avocat, dans une villa moderne, lorsque son oncle demande à venir le voir. Robert lui écrit qu'il est absorbé dans un travail scientifique important avec un professeur bosnatien. Mais cela ne le dissuade pas. En toute hâte, Robert engage l'acteur de publicité Oskar Müller et sa partenaire Erna Schuster pour être médecin et épouse. Elke, l'ancienne petite amie de Robert qu'il a fréquentée de nombreuses années, est également introduite dans la comédie.
L'oncle Bill débarque, il est venu avec sa fille Daila. Elle avait si peu d'atout que Robert n'a jamais pensé à se marier avec elle, contre la volonté de son oncle. Mais elle est devenue une belle jeune femme et Robert commence à regretter. Les choses se compliquent encore davantage lorsque l'ambassade de Bosnatie croit qu'Oskar Müller est véritablement le médecin bosnatien qu'il joue. Il croit qu'il fuit son pays et fait tout son possible pour arrêter Müller. Dans le même temps, un cheikh malade demande son intervention. Oskar parvient à fuir ses poursuivants. La mascarade d'Oskar et Robert est menacée, quand Bill vient à l'hôpital et veut voir le travail qu'ils font. Le duo s'en sort étonnamment.
Finalement Oskar en a assez et veut plier bagage. Mais sa valise se trouve dans la chambre de l'oncle Bill. Mais les espions bosnatiens le surveillent et entrent une nuit dans la chambre. Ils enlèvent Bill par erreur et ne se rendent compte de leur erreur qu'une fois à l'ambassade. Ils font alors boire l'oncle Bill jusqu'à ce qu'il soit inconscient. À l'ambassade se tient une réception, Robert et Oskar se sont travestis pour entrer dedans et chercher Bill qu'ils ne trouvent pas. Bill est ramené à la villa, Daila le trouve inanimé. Robert abandonne sa mascarade. Lui et Oskar avouent tout. La santé de Bill s'améliore. Soudain Bill recouvre son esprit. Il a joué le malade pour mettre Robert à l'épreuve, il a tout entendu. Daila lui rétorque que lui non plus n'a jamais travaillé depuis sa vie grâce à un père riche. Robert demande à Bill d'épouser Daila, ce qu'il accepte. Alex et Elke se mettent en couple et Bill trouve une nouvelle compagne, Erna.

## Fiche technique
- Titre : Crazy – total verrückt
- Réalisation : Franz Josef Gottlieb
- Scénario : Harald Vock
- Musique : Gerhard Heinz (de)
- Photographie : Heinz Hölscher
- Montage : Traude Krappl-Maass
- Production : Erich Tomek (de)
- Sociétés de production : Lisa Film
- Société de distribution : Constantin Film
- Pays de production :  Allemagne de l'Ouest
- Langue : allemand
- Format : Couleur - 1,66:1 - Mono - 35 mm
- Genre : Comédie
- Durée : 95 minutes
- Date de sortie :
  - Allemagne de l'Ouest : 30 mai 1973.

## Distribution
- Rudi Carrell : Robert Wagner
- Jaime de Mora y Aragón : Oncle Bill
- Georg Thomalla : Oskar Müller
- Cornelia Froboess : Erna Schuster
- Monika Lundi : Daila
- Horst Janson : Alex Ross
- Angelika Ott : Elke
- Heinz Reincke : Major Karloff
- Heinrich Schweiger : Abdullah
- Alexander Grill : Wasslow
- Hansi Kraus : Un policier
- Edd Stavjanik : L'ambassadeur
- Ellen Umlauf : Une dame
- Ulrich Beiger : Un médecin
- Mogens von Gadow : Le cheikh
- Max Griesser : Un brancardier
- Hans Terofal : Un infirmier
- Willy Harlander : Un cambrioleur

## Source de traduction
- (de) Cet article est partiellement ou en totalité issu de l’article de Wikipédia en allemand intitulé « Crazy – total verrückt » (voir la liste des auteurs).